# Клокова, Галина Сергеевна
Галина Сергеевна Клокова (12 ноября 1940, Москва — 29 мая 2021, там же) — российский реставратор высшей квалификации, заслуженный работник культуры РФ, профессор кафедры реставрации факультета Церковных художеств Православного Свято-Тихоновского Гуманитарного университета (ПСТГУ), член Консультационного совета Софийского собора Новгорода Великого, член реставрационного совета Троице-Сергиевой лавры и многих московских музеев.

## Публикации
Книги
- Клокова Г. С. Русская иконопись. — М.: Новости, 1991. — 271 с. — 1000 экз. — ISBN 978-5-7429-0351-2.
- Клокова Г. С. Как сохранить церковные ценности. — ПСТГУ, 2008. — 128 с. — 1000 экз. — ISBN 978-5-7429-0351-2.
- Клокова Г. С. Реставрация станковой темперной живописи. Методическое пособие. М., 2009.
- II выставка произведений русской иконописи, реставрированных учащимися московского художественного училища памяти 1905 года : Каталог / [Сост. Г. С. Клокова] ; Гос. худож. ист.-арх. музей-заповедник «Коломенское», Моск. худож. училище. — М., 1989 (Тип. МК СССР). — 56 с. : ил. ; 21 см. — [3 л.], 1000 экз.

Основные статьи
- Вновь открытая икона из Рязанского историко-архитектурного музея-заповедника // Художественное наследие. Хранение, исследование, реставрация. Сборник статей. — М., 1980, № 6(36).
- Несохранившиеся памятники древнерусской живописи Рязанского края по письменным источникам. // Древнерусское искусство, исследование и реставрация. Сборник статей. — М., 1985.
- Икона «Богоматерь Одигитрия» из Рязанского историко-архитектурного музея-заповедника // «Памятники русского искусства, исследование и реставрация». Сборник статей. — М., 1987.
- Реставрация иконы «Василий Блаженный» XVII в. из Устюженского краеведческого музея // «Реставрация и исследование темперной живописи и деревянной скульптуры». Сборник статей. — М., 1990.
- Русская иконопись. — М., 1980.
- Искусство Рязанских земель. — М., 1993.
- Иконы Енисейского края // Искусство христианского мира. — М., 1996, вып. I.
- Поиски методов реконструкции утраченных элементов изображения на иконах в действующих церквах // Искусство христианского мира. — М., 2003, вып. VII.
- Храмовый резной образ «Усекновенной главы Иоанна Предтечи» из с. Бабурино // Россия и Восточно-христианский мир. Древнерусская скульптура. — М., 2003.
- Икона «Антоний Римлянин» к. XVIII в. из Ярославля. Редкий иконографический извод. // Искусство христианского мира. — М., 2004, вып. VIII.
- Способы изготовления русской деревянной скульптуры. Дерево и мастер // Каталог выставки "Животворящее древо. Русская деревянная скульптура с древнейших времён до XX в. Милан, 2006.
- Судьба ветхих икон в действующих церквах. Сохранить или уничтожить? // ж. «Мир Божий», М., 2008.

Выступления
- Клокова Г. С. СЛУШАНИЯ В ОБЩЕСТВЕННОЙ ПАЛАТЕ РФ 17.05.2010. // 25.05.2010.